# Yding Skovhøj
Yding Skovhøj v okrese Horsens v Jutsku je jedním z nejvyšších vrcholů Dánska. Měří 172,54 m n. m., je-li započítána i výška mohyly z doby bronzové, která se na vrcholu nachází. Pokud mohyla započítána není, měří hora 170,77 m, což je o 9 cm méně, než kolik měří Møllehøj - nejvyšší přírodní vrchol Dánska. Třetím nejvyšším bodem Dánska je Ejer Bavnehøj měřící 170,35 m.
V lese Yding, který kopec pokrývá, se nachází tři mohyly z doby bronzové. 

## Historie
Za nejvyšší kopec Dánska byl v druhé polovině 19. století považován Ejer Bavnehøj, ale po měření provedeném v roce 1941 byl nejvyšším bodem ustanoven Yding Skovhøj s mohylou. Tato událost odstartovala v Dánsku bouřlivé diskuze o tom, zda by člověkem vytvořené stavby měly být započítány do výšky kopce. Spory ukončil profesor N. E. Nørlund, který stanovil, že nejvyšší bod je bod přírodní, tedy člověkem nenavršený, tím pádem byl za nejvyšší vrchol opět pokládán Ejer Bavnehøj. To se však změnilo v roce 2005, kdy bylo zjištěno, že Møllehøj je o něco vyšší.